# Elezioni parlamentari in Kosovo del 2021
Le elezioni parlamentari in Kosovo del 2021 si sono tenute il 14 febbraio per il rinnovo dei 120 deputati dell'unica camera legislativa. I risultati hanno consegnato la vittoria al partito di sinistra Vetëvendosje, guidato dall'ex premier Albin Kurti.

## Contesto

### Quadro politico
Vetëvendosje!, partito albanese anti-establishment, vinse le elezioni dell'ottobre 2019 e Albin Kurti fu eletto primo ministro il 3 febbraio 2020 in seguito a un accordo di governo con il partito di centrodestra Lega democratica del Kosovo (LDK). Il 25 marzo del 2020 la LDK sfiduciò Kurti e passò all'opposizione. 
In seguito fu formata una nuova maggioranza tra LDK, AAK, NISMA e AKR con primo ministro Avdullah Hoti, della LDK. Il 21 dicembre del 2020 la Corte Costituzionale annullò il voto di fiducia che il deputato Etem Arifi diede al governo di Hoti, determinandone le dimissioni e le nuove elezioni.

### Sistema elettorale
I 120 membri dell'Assemblea del Kosovo sono eletti con sistema proporzionale a lista aperta, con 20 seggi riservati alle minoranze nazionali. È prevista una soglia elettorale del 5% per i partiti non minoritari. Per formare un governo, un partito o una coalizione deve avere una maggioranza di 61 parlamentari su 120 seggi nell'Assemblea del Kosovo.

### Forze politiche
La Commissione elettorale ha pubblicato l'elenco ufficiale dei 28 partiti e coalizioni partecipanti.
| Partito | Candidato          |
| --- | ------------------ |
| NISMA | Fatmir Limaj       |
| Vetëvendosje! (VV) Guxo (I candidati corrono all'interno della lista VV)                                         | Albin Kurti        |
| Lega Democratica del Kosovo (LDK) Alleanza per un Nuovo Kosovo (I candidati corrono all'interno della lista LDK) | Avdullah Hoti      |
| Partito Democratico del Kosovo (PDK)                                                                             | Enver Hoxhaj       |
| Alleanza per il Futuro del Kosovo (AAK)                                                                          | Ramush Haradinaj   |
| Fjala | Gëzim Kelmendi     |
| Partito Ballist (PB)                                                                                             |                    |
| Partiti serbi (10 seggi riservati)                                                                               |                    |
| Iniziative civiche per la libertà, la giustizia e la sopravvivenza (GI SPO)                                      |                    |
| Alleanza Democratica Serba(SDS)                                                                                  |                    |
| Lista Serba |                    |
| Altri partiti minoritari (10 seggi riservati)                                                                    |                    |
| Rom, Ashkali e Balcano-egiziani                                                                                  | 4 seggi riservati  |
| Nuova Iniziativa Democratica del Kosovo (IRDK)                                                                   |                    |
| Movimento per l'Integrazione (LpB)                                                                               |                    |
| Partito Rom Uniti del Kosovo (PREBK)                                                                             |                    |
| Movimento Progressista dei Rom kosovari (LPRK)                                                                   |                    |
| Iniziativa Rom (RI)                                                                                              |                    |
| Nuovo Partito Rom Kosovaro (KNRP)                                                                                |                    |
| Partito Democratico Ashkali del Kosovo (PDAK)                                                                    |                    |
| Partito per l'Integrazione Ashkali (PAI)                                                                         |                    |
| Partito Liberale Egiziano (PLE)                                                                                  |                    |
| Bosniaci | 3 seggi riservati  |
| Coalizione Vakat                                                                                                 |                    |
| Unione Social Democratica (SDU)                                                                                  |                    |
| Comunità Unita (UZ)                                                                                              |                    |
| Nuovo Partito Democratico (NDS)                                                                                  |                    |
| Iniziativa Nostra (NAŠA)                                                                                         |                    |
| Turchi | 2 seggi riservati  |
| Partito Democratico Turco del Kosovo (KDTP)                                                                      |                    |
| Partito Innovativo del Movimento Turco (YTHP)                                                                    |                    |
| Gorani | 1 seggio riservato |
| Coalizione Insieme - Iniziativa Civica dei Gorani (GIG) - Movimento per i Gorani (PG)                            |                    |
| Partito Unico dei Gorani(JGP)                                                                                    |                    |

### Sondaggi
- Exit polls

| Casa sondaggistica | LVV            | LDK  | PDK  | AAK  | SL  | NISMA | Altri | Vantaggio |     |   |      |
| ------------------ | -------------- | ---- | ---- | ---- | --- | ----- | ----- | --------- | --- | - | ---- |
| Casa sondaggistica | UBO Consulting | 47.9 | 14.6 | 17.7 | 6.6 |       | Altri | Vantaggio | 2.7 | – | 30.2 |
| Albanian Post      | 53             | 17   | 20   | 7    |     | 2     | –     | 33        |     |   |      |
| KOHA               | 50.7           | 15.1 | 15.4 | 6.8  | 5.8 | 2.9   | 3.3   | 35.3      |     |   |      |
| PIPOS              | 41.8           | 15.2 | 16.5 | 7.2  |     | 2.6   | –     | 25.3      |     |   |      |

## Risultati
| Liste                                                             | Voti    | %     | Seggi |
| ----------------------------------------------------------------- | ------- | ----- | ----- |
| Vetëvendosje!                                                     | 438 335 | 50,28 | 58    |
| Partito Democratico del Kosovo                                    | 148 285 | 17,01 | 19    |
| Lega Democratica del Kosovo                                       | 110 985 | 12,73 | 15    |
| Alleanza per il Futuro del Kosovo                                 | 62 111  | 7,12  | 8     |
| Lista Serba                                                       | 44 407  | 5,09  | 10    |
| Iniziativa Socialdemocratica                                      | 21 997  | 2,52  | –     |
| Partito Democratico Turco del Kosovo                              | 6 496   | 0,75  | 2     |
| Coalizione Vakat (DSB - DSV - BSK)                                | 5 366   | 0,62  | 1     |
| Nuova Iniziativa Democratica del Kosovo                           | 3 305   | 0,38  | 1     |
| Iniziativa Romaní                                                 | 3 172   | 0,36  | 1     |
| Nuovo Partito Democratico                                         | 2 885   | 0,33  | –     |
| Unione Socialdemocratica                                          | 2 549   | 0,29  | 1     |
| Partito Liberale Egiziano                                         | 2 430   | 0,28  | –     |
| Comunità Unita                                                    | 2 217   | 0,25  | –     |
| Partito Unico Gorani                                              | 2 161   | 0,25  | 1     |
| Partito Ashkali per l'Integrazione                                | 2 138   | 0,25  | –     |
| Iniziativa Civica per la Libertà, la Giustizia e la Sopravvivenza | 1 508   | 0,17  | –     |
| Iniziativa Nostra                                                 | 1 375   | 0,16  | –     |
| Movimento per l'Integrazione                                      | 1 261   | 0,14  | –     |
| Partito del Movimento Turco Innovativo                            | 1 243   | 0,14  | –     |
| Movimento Progressista di Kosovar Roma                            | 1 208   | 0,14  | 1     |
| Fjala                                                             | 1 087   | 0,12  | –     |
| Partito dei Rom Uniti del Kosovo                                  | 1 074   | 0,12  | –     |
| Coalizione Insieme (GIG - PG)                                     | 1 010   | 0,12  | –     |
| Nuovo Partito Romaní del Kosovo                                   | 600     | 0,07  | –     |
| Alleanza Democratica Serba                                        | 476     | 0,05  | –     |
| Partito del Fronte Nazionale Albanese                             | 155     | 0,02  | –     |
| Totale                                                            | 871 796 | 100   | 120   |

| Vetëvendosje!                        |  | 50,28% | ▲ 24,01 |
| Partito Democratico del Kosovo       |  | 17,01% | ▼ 4,22  |
| Lega Democratica del Kosovo          |  | 12,73% | ▼ 11,82 |
| Alleanza per il Futuro del Kosovo    |  | 7,12%  | N/A     |
| Lista Serba                          |  | 5,09%  | ▼ 1,31  |
| Iniziativa Socialdemocratica         |  | 2,52%  | N/A     |
| Partito Democratico Turco del Kosovo |  | 0,75%  | ▼ 0,06  |
| Coalizione Vakat                     |  | 0,62%  | ▼ 0,22  |
| Altri <0,50%                         |  | 3,88%  | N/A     |